# Paolo Vaccari
Paolo Vaccari (Calvisano, 15 gennaio 1971) è un ex rugbista a 15 e dirigente sportivo italiano, già ala-centro o estremo di Milan e Calvisano, campione d'Europa nel 1997 con la nazionale italiana e, dal 2025, vice presidente vicario della Federazione Italiana Rugby, del quale in precedenza era stato anche consigliere in quota giocatori.

## Biografia
Nativo di Calvisano e cresciuto nell'omonimo club, con esso esordì in massima divisione il 1º febbraio 1987 a Padova contro il Petrarca.
Con il club della provincia bresciana disputò 6 campionati, di cui 2 in serie A-2, prima di passare al Milan (nome in quel periodo assunto dall'Amatori Milano), con il quale realizzò nel 1995 l'accoppiata scudetto-Coppa Italia.
A tale data era già nell'orbita della nazionale: aveva, infatti, esordito sotto la gestione tecnica di Bertrand Fourcade nel tour estivo in Namibia del 1991, disputando due test match contro la nazionale di casa, nel ruolo di tre quarti ala.
Nel prosieguo della sua carriera azzurra fu schierato ancora come ala, centro ed estremo. Prese parte alla Coppa del Mondo di rugby 1991 in Inghilterra, disputando da titolare tutti i tre incontri che videro impegnata l'Italia.

Vaccari nel 1998 a Piacenza contro l'

Nel 1995 tornò a Calvisano e prese parte, sotto la direzione del C.T. Georges Coste, alla Coppa del Mondo in Sudafrica.
Il 1997 fu un anno di consacrazione internazionale per Vaccari: a febbraio ricevette un invito dei Barbarians a giocare l'incontro annuale con Leicester nel quale marcò una meta e, un mese più tardi, fece parte della nazionale italiana che vinse la Coppa FIRA 1995-97 a Grenoble battendo in finale la Francia per 40-32: fu proprio lui a segnare la quarta meta azzurra, quella sicurezza italiana, a cinque minuti dal termine dell'incontro.
Nel 1988 fu convocato nella selezione del World XV che sfidò a Twickenham per beneficenza i freschi campioni d'Inghilterra del Newcastle ma, a fine anno, un infortunio lo tenne lontano dai campi di gioco per circa un anno; ritornò in azzurro agli ordini del C.T. Massimo Mascioletti per la Coppa del Mondo di rugby 1999 in Galles, poi ulteriori complicazioni fisiche gli impedirono di prender parte al successivo Sei Nazioni 2000, il primo a vedere l'Italia ai nastri di partenza.
Rientrò in nazionale a fine 2001 con il nuovo C.T. Brad Johnstone, e prese poi parte ai Sei Nazioni del 2002 e (con il C.T. John Kirwan) 2003; nel corso di tale torneo disputò il suo ultimo incontro internazionale, contro la Scozia: il bilancio finale è di 64 incontri e 22 mete (3 da 4 punti e 19 da 5, per un totale di 107 punti).
Nel 2003 si laureò in architettura nella stessa sessione d'esami del suo compagno di nazionale Massimo Giovanelli; nel 2004 vinse la Coppa Italia con Calvisano e l'anno successivo, alla sua quinta finale-scudetto consecutiva, si laureò campione d'Italia per la seconda volta (la prima per il suo club); si ritirò alla fine della stagione 2005-06, dopo la sconfitta nell'ennesima finale-scudetto, la sesta in sei stagioni, a Monza, contro il Benetton.
Già consigliere dal 2004 della Federazione Italiana Rugby eletto in quota giocatori sotto la presidenza Dondi, nelle elezioni federali del 2008 fu riconfermato nel ruolo.
Da ottobre 2024, sotto la presidenza di Andrea Duodo, ricopre l'incarico di vice presidente vicario della FIR.

## Palmarès
- Coppa FIRA : 1
Italia: 1995-97
- Campionati italiani: 2
Milan: 1994-95
Calvisano: 2004-05
- Coppe Italia: 2
Milan: 1994-95
Calvisano: 2003-04